# フリーデリケ・アウグステ・ゾフィー・フォン・アンハルト＝ベルンブルク
フリーデリケ・アウグステ・ゾフィー・フォン・アンハルト＝ベルンブルク（Friederike Auguste Sophie von Anhalt-Bernburg, 1744年8月28日 - 1827年4月12日）は、アンハルト＝ツェルプスト侯フリードリヒ・アウグストの2番目の妃となった。ロシア女帝エカチェリーナ2世の義妹にあたる。1793年4月から1806年10月までイェファーの摂政総督となった。

## 生涯
フリーデリケ・アウグステはアンハルト＝ベルンブルク侯ヴィクトル2世フリードリヒと、アルブレヒト・フリードリヒ・フォン・ブランデンブルク＝シュヴェートの娘アルベルティーネの間に生まれた。1764年5月22日にバレンシュテットにおいてアンハルト＝ツェルプスト侯フリードリヒ・アウグストと結婚した。フリードリヒ・アウグストはプロイセンと対立したため1758年から亡命生活を送っていたが、夫婦は1765年にバーゼルに居を構えた。フリーデリケ・アウグステはイサーク・イセリンやペーター・オクスと連絡を取り、『バーゼルの街の歴史と風景（Geschichte der Stadt und Landschaft Basel）』（1786年）という本を献呈された。1780年から1791年にかけて、彼女はルクセンブルグに移った夫と離れて暮らした。
1793年、夫フリードリヒ・アウグストは子供がいないまま死去し、その領土は一族間で分割された。女性の継承が可能であったイェファーは、夫の姉エカチェリーナ2世が継承した。フリーデリケ・アウグステは、1793年4月にエカチェリーナ2世の代理としてイェファーの摂政総督に任命された。1806年10月にイェファーがナポレオンにより占領されたとき、フリーデリケ・アウグステは退任を余儀なくされた。
フリーデリケ・アウグステは妹のシュヴァルツブルク＝ゾンダースハウゼン侯妃クリスティーネ・エリーザベト・アルベルティーネ（1746年 - 1823年）と共にコスヴィヒ城で余生を過ごした。